# Androya decaryi
Androya decaryi es una especie de planta de la familia Scrophulariaceae, único miembro del género Androya.